# Меццоморто Гусейн-паша
Меццоморто Гусейн-паша (тур. Mezamorta Hüseyin Paşa, араб. حسين ميزو مورتو; д/н — 1701) — 3-й дей Алжиру в 1683—1688 роках, капудан-паша Османської імперії. Повне ім'я Хаджи Гусейн-паша Меццоморто.

## Життєпис
За різними відомостями, був турком або ренегатом з Майорки. Спочатку уславився як реїс (голова) піратів. Вперше письмово згадується у 1674 році. Під час однієї з сутичок з іспанцями зазнав тяжкого поранення, за що здобув своє прізвисько «Меццоморто» (Напівмертвий).
1682 року командував флотом піратів під час французьких атак Алжиру в 1682 і 1683 роках. Внаслідок перемовин дея Алжиру Баби-Хасана з адміралом Авраамом Дюкеном став заручником французів. Втім зумів переконати Дюкена відпустити його до Алжиру, де б Меццоморто прискорив процес виконання умов франко-алжирських домовленостей. Проте по звільненню влаштував змову, повалив і стратив Бабу-Хасана. Самого Меццоморто було оголошено новим деєм. Він відмовився від виконання угоди й оголосив про подальший спротив французькому флоту. Дюкен зрештою мусив відступити, але Меццоморто обіцяв не нападати на французькі судна.
1684 року уклав мирну угоду з Францією. 1685 року надав війська Ахмаду ібн Махразу, з яким той спробував повалити марокканського султана Мулай Ісмаїла, проте невдало.
1686 року долучився до війни Османської імперії проти Венеційської республіки (так званої Морейської війни). Також призначається пашою Алжирського еялету. Того ж року відправив війська на допомогу братам Мухаммаду і Алі з роду Мурадидів, що воювали проти дея Ахмада Челебі. Алжирські війська захопили й пограбували місто Туніс.
Разом з тим посилив піратство в Середземномор'ї. У 1688 році французи знову бомбардували Алжир. У відповідь алжирські пірати атакували узбережжя Провансу. Втім, того ж року зрікся действа. Новим деєм став Хаджи Шабан.
1690 року очолив дунайський флот, що мав допомогти основному війську проти Австрії та її союзників при обороні Відіну. Втім згодом очолив флот у Чорному морі. 1691 року призначено санджакбеєм Родосу та родоської флотилії. У 1695 році в значній мірі сприяв морській перемозі над венеційським флотом біля Хіосу та відвоюванні самого острова. Того ж року призначається капудан-пашею усього османського флоту (й водночас пашею еялету Архіпелаг). Вже у вересні 1695 року завдав поразки венеційцям біля Лесбосу, завадивши тим висадитися на острів. Проте 1696 року у битві проти об'єднаного папсько-венеційського флоту біля острова Андрос не зміг здобути перемоги. Але вже у липні 1697 року переміг венеційцфі біля острова Тенедос. Того ж року в новій битві біля Андроса завадив венеційцям його захопити. 1698 року в битві біля Лесбосу не мав повного успіху.
Після укладання Карловицького миру обрав своєю резиденцією острів Парос. За підтримки султана Мустафи II розпочав реформу османського флоту, що тривала до самої смерті капудан-паші у 1701 році. Сформував спільно з великим візиром Хусейном Кепрюлю перший османський морський кодекс — «Бахрії Канун-наме». Поховано на о. Хіос.